# 王征
王征（1963年7月23日—）原名盛承宗，祖籍江蘇常州，是中華人民共和國地產界的企業家，前香港亞洲電視主要投資者及實際控制人，曾表示要花20年將亞視打造為亞洲CNN，但自2010年3月掌控亞洲電視後一直爭議不斷，並一度停止向公司注資，改為向亞視借貸，於2015年更公開表示投資亞視為自己一生中最愚蠢的決定。
他是深圳交易所上市公司榮豐控股的董事長，中國國民黨革命委員會中央委員會委員、北京市委员会副主委，曾任第十、十一届全國政協委員。

## 生平
王征是清朝實業家盛宣懷堂弟的曾孫，他的繼父是据传中國共產黨山東省委第一書記、原中共中央顧問委員會委員、中國人民解放軍軍事科學院副院長舒同；生父為盛毓南，而他的母親是八路軍老戰士王雲飛，王征隨母姓。
1980年，王征以上海市总分第二名的成绩考入華東師範大學俄語系。畢業後，移居香港，取得香港永久性居民身份。1992年，在上海開發高架公路，因為南京路一塊9萬平方米的地皮，賺得1700億元人民幣，而成為世界房地產界史上的「神話」。1998年，在北京開展地產事業。後來，擴大集團版圖與規模，先後成立了多家經營資訊、廣告等事業的公司。2005年更投資中國銀行、農業銀行等金融機構。2011年3月，獲邀出任香港華菁會榮譽主席。

## 爭議

### 亞洲電視誤報江澤民死訊事件
2011年7月6日，亞洲電視於6點新聞誤報前中国共产党中央委员会总书记江澤民的死訊，並把台徽改成灰色。，死亡原因是肝腫瘤，當時消息未經北京政府證實，亞視曾一度作出臨時安排，抽起原定於9:30播放的節目並改為播放相關特輯，但其後又回復原來安排。由於事出突然而且其他媒體均沒有收到相關消息，至下午九時，不少媒體的即時新聞均只以「引述」方式報導有關新聞。
翌日新華社中午發出英文稿指江的死訊純屬謠言，中聯辦指亞視這種是嚴重違反新聞職業操守的行為，表示極大憤慨。2011年7月7日，凤凰网援引新华社英文版消息称「江泽民病逝消息系失实报道」（但在1小时内撤掉了此报道）。随后，路透社也发布了消息称中国否认江泽民已去世。下午5時，亞視撤回有關江澤民死訊的報道並發聲明致歉，表示撤回7月6日有關江逝世的報導，並向收看觀眾、江澤民及其家人致歉。
香港廣播事務管理局當時收到18宗投訴，而作為亞視主要股東兼江澤民堂姨甥的王征當日接受媒體訪問表示「也是前晚收看亞視新聞才知道江澤民病逝的消息」，又指「香港發生這樣的事情是無可避免的，我覺得你們（傳媒）也不用過度反應」。亞視高級副總裁（新聞及公共事務）梁家榮則表示，自己盡了最大努力（與上司激辯15分鐘），仍然未能阻止該誤報播出，為事件負全責並引咎辭職。由於王征和江澤民的親戚關係，所以事件引起不少猜測。。
同年9月19日，立法會資訊科技及廣播事務委員會召開特別會議，討論亞視新聞誤報江澤民死訊事件。亞視執行董事盛品儒有岀席特別會議，於發言完畢後突然以90度鞠躬，向本港市民及江澤民道歉。盛在會議上指，王征作為主要投資者，「沒有操控亞視」，管理層亦「沒有干預新聞部獨立運作」。但立法會議員張文光質疑他說謊，其行為已對亞視公信力有壞影響，應考慮辭職。另一議員李永達亦批評盛品儒講大話。

### 涉嫌違規操控亞洲電視
亞洲新聞誤報中共前總書記江澤民的死訊，觸發廣播事務管理局（現稱通訊事務管理局）主動調查王征在亞視的角色，當局認為亞視執行董事盛品儒容許王征違規在幕後控制亞視；根據廣管局調查報告，當局找到多個有關王征參與亞視日常管理事例，認為王征在實際上控制亞視，此舉違反了王征於2010年向廣管局作出的承諾，報告又指，盛品儒不但容許王征行使盛品儒在亞視的職權，而且隱瞞修改及扣起亞視每星期管理會議的紀錄，藉以隱瞞王征在該些會議的參與程度，當局認為盛品儒已不再是《廣播條例》中所指的「適當人選」，決定按條例發出指示，亞視在收到最終調查報告的七日內須要求盛品儒停止控制亞視。廣管局又認為亞視高級副總裁鄺凱迎為配合盛，容許在亞視沒有任何職位的王征控制亞視的日常管理。
亞視則聲稱王征只是主要投資者和盛品儒的私人顧問，在亞視無投票控制權，王在每周管理會議的出席率僅百分之三，而亞視要員和管理層的匯報對象是盛而非王，盛在當局調查期間也沒誤導當局。6月28日，有報導指前身是廣管局的通訊事務管理局初步完成對亞視管理層的調查，認為亞視主要投資者王征一直違規操控亞視，報告又指作為執行董事的盛品儒一直隱瞞王征參與亞視的日常運作，指盛不應繼續擔任持牌人的職務。不過，亞視指局方無給予合理時間回應及調查不公等，正入稟尋求司法覆核要求禁制通訊事務管理局對外公布調查報告。亞視則不同意報告内容、並提出司法覆核，最終被判敗訴。

### 要求藝員及亞洲小姐「迎賓陪客」
有香港雜誌報導，王征將亞視大埔總台變為其私人俱樂部，要求亞視藝人、亞洲小姐、亞洲先生和「星光家族」成員要載歌載舞陪娛樂大陸富豪，不願參與「迎賓活動」的藝員則會被雪藏。有亞視員工內部爆料，由於近年亞視放棄製作電視劇，自家生產的節目不多。於是亞視開始視藝員陪客娛賓的飯局作為扭虧為盈的發展項目，有指女藝員於席間更要即場被迫和一眾賓客無間斷性交，快必（譚得志）也曾在網上電台爆料提及「藝員陪客」一事，最終被亞視解僱。

### 提控無綫電視收視造假
2011年，《第30屆香港電影金像獎頒獎典禮》播映權落在亞視，無綫電視公佈頒獎時段的收視報告，指亞視金當時收視僅得 0.1點即只有 4500名觀眾收看，反觀無綫同時段收視 32點即204萬觀眾。亞視高級副總裁鄺凱迎對無綫公佈的收視表示質疑，指根據港大民意研究調查多達 230萬人收看金像獎，又表示每年電視廣告市場總金額高達 300多億元，如收視調查有人造假將會導致亞視損失以百億元計。王征則聲言要為亞視發起收視打假，又指推翻無綫公佈的收視率猶如「挖她祖墳」，會令對方變得「不講禮貌」，動輒以法律行動威脅，而無綫外事部副總監曾醒明則指王征所言令無綫名譽受損，因此向亞視和王征發律師信。

### 聲稱亞洲電視與無綫電視「收視四六開」
2011年初，亞視退出一直以來與無綫電視委托CSM進行的收視調查，改為委托香港大學民意研究計劃負責「電視觀衆研究」收視民調。由於兩台採用完全不同的調查方法，所得的數據存在很大差距。亞視依據其數據，得出「與TVB收視四六開」的「結果」，遂於不同節目宣傳片中強調節目得到「過百萬觀眾支持」，而王征與亞視執行董事盛品儒對外也一直聲稱亞視與TVB收視「四六開」；然而此說法一直受到電視、廣告業界、學者和觀眾的質疑。根據亞視官方說明，收視民調將年滿九歲並連續收看節目五分鐘的觀眾均計算在內，通過電話民調得到數據再推算出收視人口。過去，亞視於每次收視報告均以字幕加註於畫面指出「港大只提供原始數據」、「亞洲電視負責整合和分析」，但所謂的「原始數據」從未對外披露，而亞視亦從未提及以什麼方法「整合分析」推算得出「與TVB收視四六開」的結果。2012年下半年，亞視所有收視報告均已取消以上附註說明。

### 反對增發免費電視牌照集會
2012年11月12日，亞視於香港政府總部舉行一名為「關注香港未來」活動，聲稱「活動由亞洲會舉辦，亞洲電視、仁美清敍全力支持」的活動，並於活動開宗明義反對增發免費電視牌照。亞視動員數百名員工撐場，惟有亞視員工向媒體爆料指亞視強迫員工出席集會，現場所見有員工帶同小孩參與，但小孩表示不清楚集會目的，亦有記者發現出席活動舉牌示威的人群中有非本地人士，疑似請槍充撐場面而且假造民意。作為主要投資者的王征在集會聲言，如果政府再發免費電視牌照將會是「災難的開始」，將令香港台灣化及政治化。但被現場記者問到「台灣化有什麼不好」時，王則回應「如你覺得台灣好便去台灣」。
活動舉行期間，有支持多發免費電視牌照的市民到場示威，立法會議員范國威、毛孟靜、陳志全，與名嘴林旭華、蕭若元等人亦有到場，但都被亞視保安阻止入場，毛孟靜欲與亞視主要投資者王征對話也不得要領，毛稱亞視作為既得利益者，用大氣電波直播類似政治廣告的集會是公器私用，而王征則指毛在「搞亂香港」，王更率亞視員工高喊「毛孟靜、禍害香港、滾回去！」。
截至11月13日傍晚，通訊事務管理局接獲逾2000宗有關是次直播活動的投訴，內容包括節目名稱與內容不符、濫用電視頻道、歪曲事實、偏頗及誤導大眾等。通訊局稱會根據《廣播條例》及《電視通用業務守則-節目標準》的規定處理投訴。

### 「演藝訓練計劃」及解僱藝人
2012年12月21日，亞視突然以無故缺席「演藝訓練計劃」為理由解僱4名藝人戚黛黛、張啟樂、陳綺雯與車車，事後有人向香港電視專業人員協會求助，反擊亞視。
「演藝訓練計劃」內容亦受爭議，課程每周一至周日開課，每日課堂長達十八小時，為期最少二十三個月，規定所有藝員必須參加。課程內容有語言訓練、主持台風及陪富豪技巧，還包括公司發展動向及本地電視台歷史，而重點是講述公司對發牌立場和看法。由於「洗腦式」課程非常沉悶，不少藝人缺席。
12月21日，王征突然出現在訓練課堂上，發現出席率低立即大發雷霆兼出手痛毆課堂導師。當時一段長約9分鐘的錄音顯示王征不停爆粗要求在場人事部職員，點名哪些藝員無故缺席。最終四人包括戚黛黛、張紫櫻（車車）、張啟樂和陳綺雯因此即時被解僱，有上堂的藝員卻可加薪百分之零點零五。他更要求正在廠房錄影的藝人停工上堂，又瘋狂爆粗責怪及掌摑管理層容許藝員缺席。事件發生後亦引來多位前亞視藝員包括歐錦棠、陳煒、張文慈等以粗口怒斥王征為「冚家產」。

### 稱亞視「氣數已盡」
2014年下半年起，亞視出現財困，更曾欠薪多月及拖欠牌費，惟王征決定停止注資「倒錢落海」，更欲尋求買家接手手上股份。亞視則以變賣資產，包括粵語長片及自家製作版權等，清繳欠薪及牌費。在一切都「大步檻過」，更傳言上市公司皎文控股有意收購亞視之際，大陸媒體財新網在2015年3月26日刊出王征獨家專訪，王征在訪問時形容亞視命運「氣數已盡」，透露3月21日最後一個「白武士」，已正式回覆拒絕出資拯救亞視。他預料有着58年歷史的亞洲電視台很可能將於3月底關閉。
亞視晚上發聲明，指經查詢股東及王征後，澄清王征並未講過亞視「氣數已盡」，至於月底結業則避而不談。葉家寶則於當晚在博客表示，絕不相信亞視會於月底倒閉。
翌日，《明報》記者向負責報道的財新網記者楊剛求證，楊稱王征原話確無提「氣數已盡」，但表達意思相同，王征的意思是「若沒有奇蹟出現，亞視月底就要倒閉」。財新網該早報道刊有「稍後將播出王征受訪視頻」，但至晚上已抽起相關字句，亦未見有關視頻，至晚上報道並刪除「氣數已盡」字眼。
最終王征預言成真，香港政府在2015年4月1日作出亞視不予續牌的決定。2016年4月2日凌晨0:00時，亞視正式停播。

### 申請亞視清盤
2016年2月5日，亞視宣佈未能發薪，兩日前曾承諾過為員工爭取發薪的亞視營運總裁馬熙，更在宣佈爭取失敗後辭職，亦有報道指亞視人事部及會計部所有員工已離職。同日，王征發表聲明，指鑑於新投資者未能履行義務，為避免混亂局面持續，他作為主要債權人，已在下午向高等法院遞交亞視清盤申請。清盤案在亞視停播後仍在審理中（案件編號：HCCW39/2016）。